# Andreas Leknessund
Andreas Leknessund, nascido a 21 de maio de 1999, é um ciclista norueguês, membro da equipa Uno-X Norwegian Development.

## Palmarés
2018
- 2º no Campeonato da Noruega Contrarrelógio

2019
- Grande Prêmio Priessnitz Spa, mais 1 etapa
- Campeonato da Noruega Contrarrelógio
- 2º no Campeonato da Noruega em Estrada